# Rathenow
Rathenow (AFI: [ˈʁaːtənoː]) é uma cidade da Alemanha, capital do distrito de Havelland, estado de Brandemburgo.

## Localização
Rathenow situa-se às margens do rio Havel, 70 km distante de Berlim.